# 波旁縣 (肯塔基州)
波旁縣（英語：Bourbon County）是美国肯塔基州蓝草地区的一個縣，面積755平方公里。根據2020年美國人口普查，共有人口20,252人；2023年估計人口有20,134人。縣治巴黎（Paris）。該縣成立於1785年5月1日，縣名紀念法国的波旁王朝。
本縣是波本威士忌的誕生地。